# Pusta Tušimlja
Pusta Tušimlja (szerbül: Пуцта Тушимља), település Szerbiában, a Raškai körzet Novi Pazar községében.

## Népesség
- 1948-ban 143 lakosa volt.
- 1953-ban 149 lakosa volt.
- 1961-ben 160 lakosa volt.
- 1971-ben 124 lakosa volt.
- 1981-ben 113 lakosa volt.
- 1991-ben 78 lakosa volt.
- 2002-ben 53 lakosa volt, akik közül 51 szerb (96,22%), 1 jugoszláv és 1 montenegrói.